# Célticos
Los célticos (en latín, Celtici, que significa "celta") es el nombre dado a los celtas que habitaban en la zona del Alentejo occidental, en el sur de Portugal, el sur de la provincia de Badajoz y el norte de la provincia de Huelva, formando la zona occidental de la Beturia: la Beturia Céltica.
Según Jorge de Alarção, "la designación Celtici sería un colectivo que abarcaría a diversos pueblos, como los Saefes y los Cempsii y tal vez también los lusitanos". de hecho se ha propuesto un origen céltico para el etnónimo de los Cempsii que sería una adaptación griega del original Cimbii  así recogido en una estela del Algarbe para un tal kimbaitis 'de los Cimbios', y que se relaciona con el antiguo irlandés cimb 'tributo' y cimbid 'dador de tributos - vencido' < *kimbiatis.
Las poblaciones de los célticos en Lusitania eran Lacóbriga, Caepiana, Braetolaeum, Miróbriga, Arcóbriga, Meribriga, Catraleucus y Arandis.
Los célticos eran vecinos de los turdetanos con los que compartían las planicies del Alentejo, ocupando los célticos la parte occidental. Es Ptolomeo (c. 90 - c. 168 d. C.), basado en autores más antiguos como Posidonio y Artemidoro el que distingue entre los dos pueblos en el siglo II.
Acorde a Plino en su obra, Historia Naturalis los Celticii ocuparon territorio hasta la Huelva andaluza, como pueblo cadete del de los Lusitanos con el que Plinio identificaba las leyes, habla, su culto y nombres de oppidas.
Los pueblos célticos enseñaron la metalurgia del hierro a los habitantes de la zona mediterránea.  